# Màu caramel

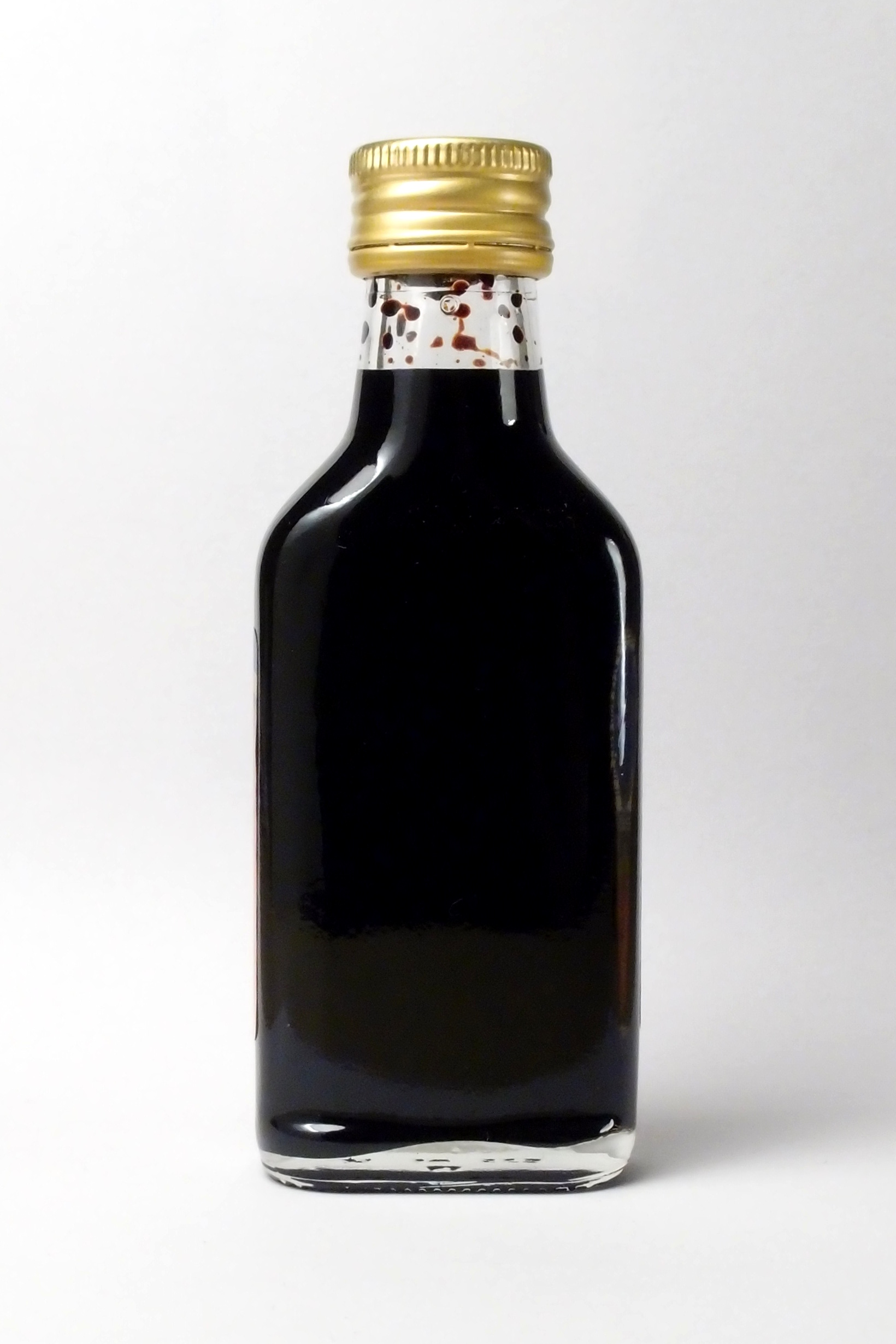
Một lọ màu caramel.

Màu caramel (caramel color hay caramel coloring) là một loại màu thực phẩm tan trong nước được tạo ra từ quá trình nhiệt luyện carbohydrate có sự hiện diện của acid, base hoặc muối và quá trình này được gọi là quá trình caramel hóa (caramelization). Sản phẩm caramel có màu từ vàng nhạt đến nâu sẫm.